# Source des Célestins
Pour les articles homonymes, voir Célestins (homonymie).
Le pavillon de la source des Célestins abrite la source éponyme, à Vichy, station thermale du sud-est du département de l'Allier. Vaste hall de forme ovale, ouvert sur le parc par sept arches, il a été construit dans les années 1900 dans un style néo-classique par l'architecte Lucien Woog, Le nom des Célestins vient de l'ancien couvent des Célestins qui se situait juste au dessus de la source.
La source et le pavillon sont propriété de l'État mais donné en concession à la Compagnie de Vichy.
Comme l'orangerie située également dans le parc, il est inscrit au titre des monuments historiques depuis le 30 janvier 1986.

## Galerie photographique

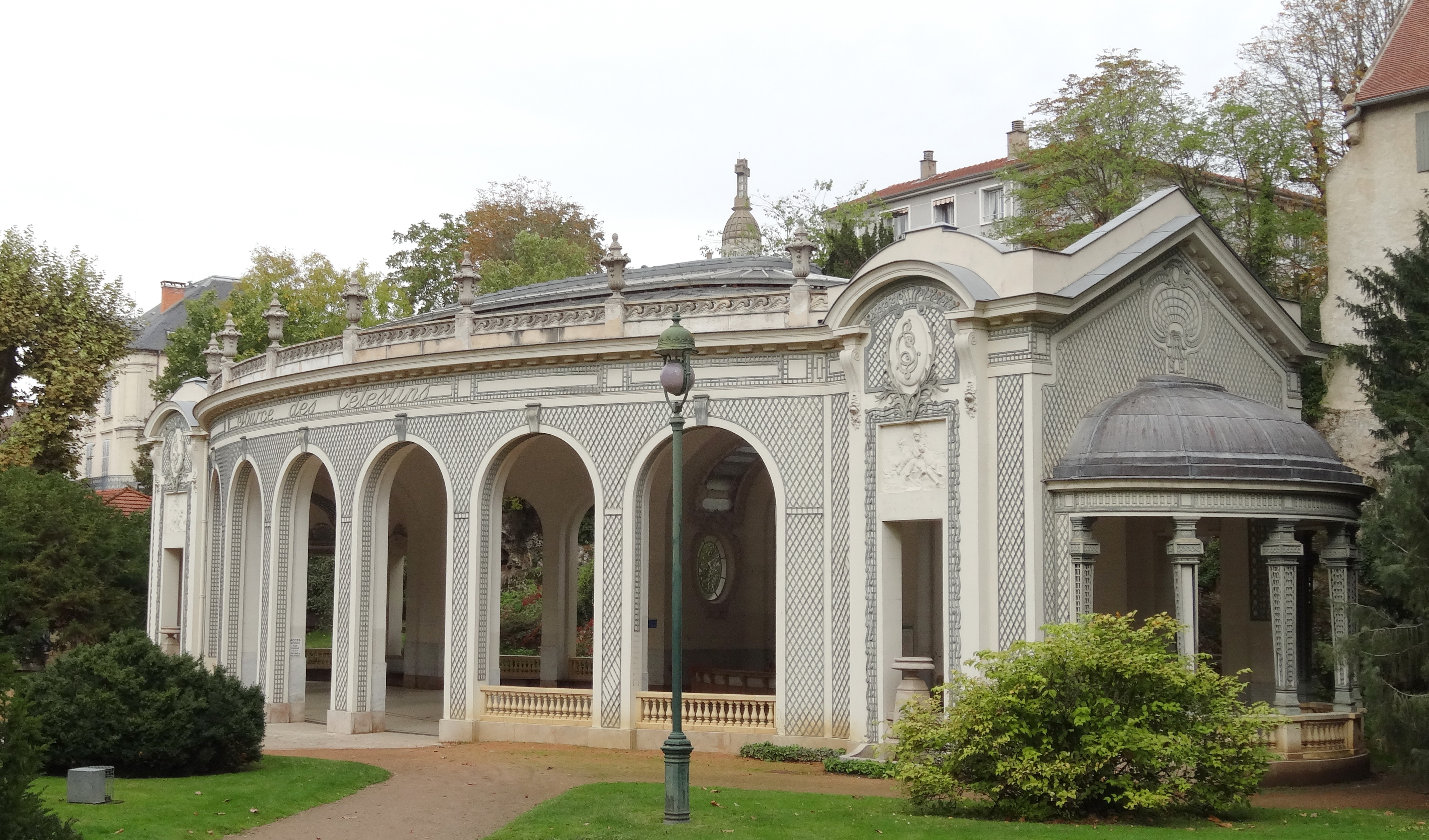
Vue extérieure
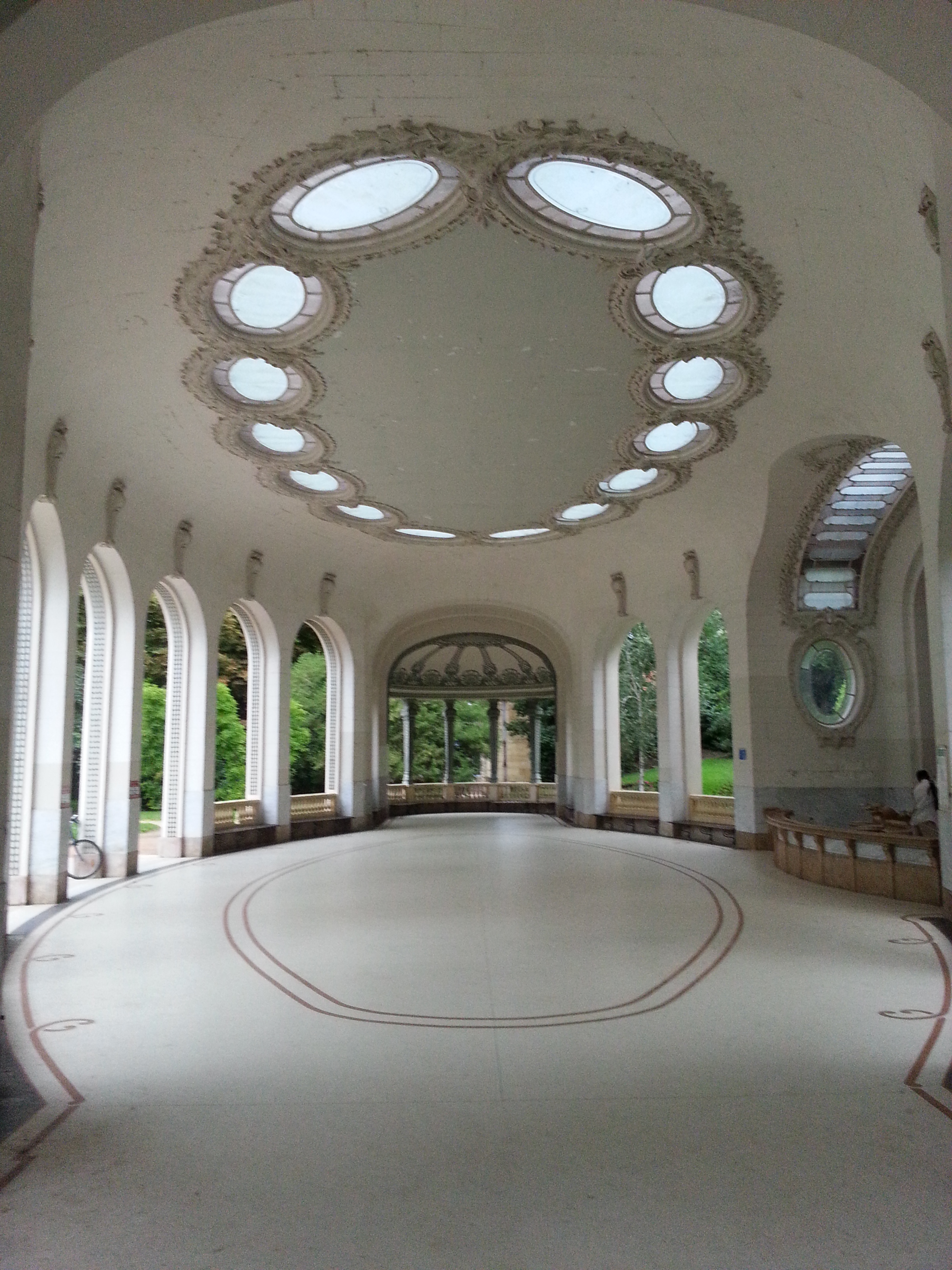
Intérieur du hall avec la source à droite
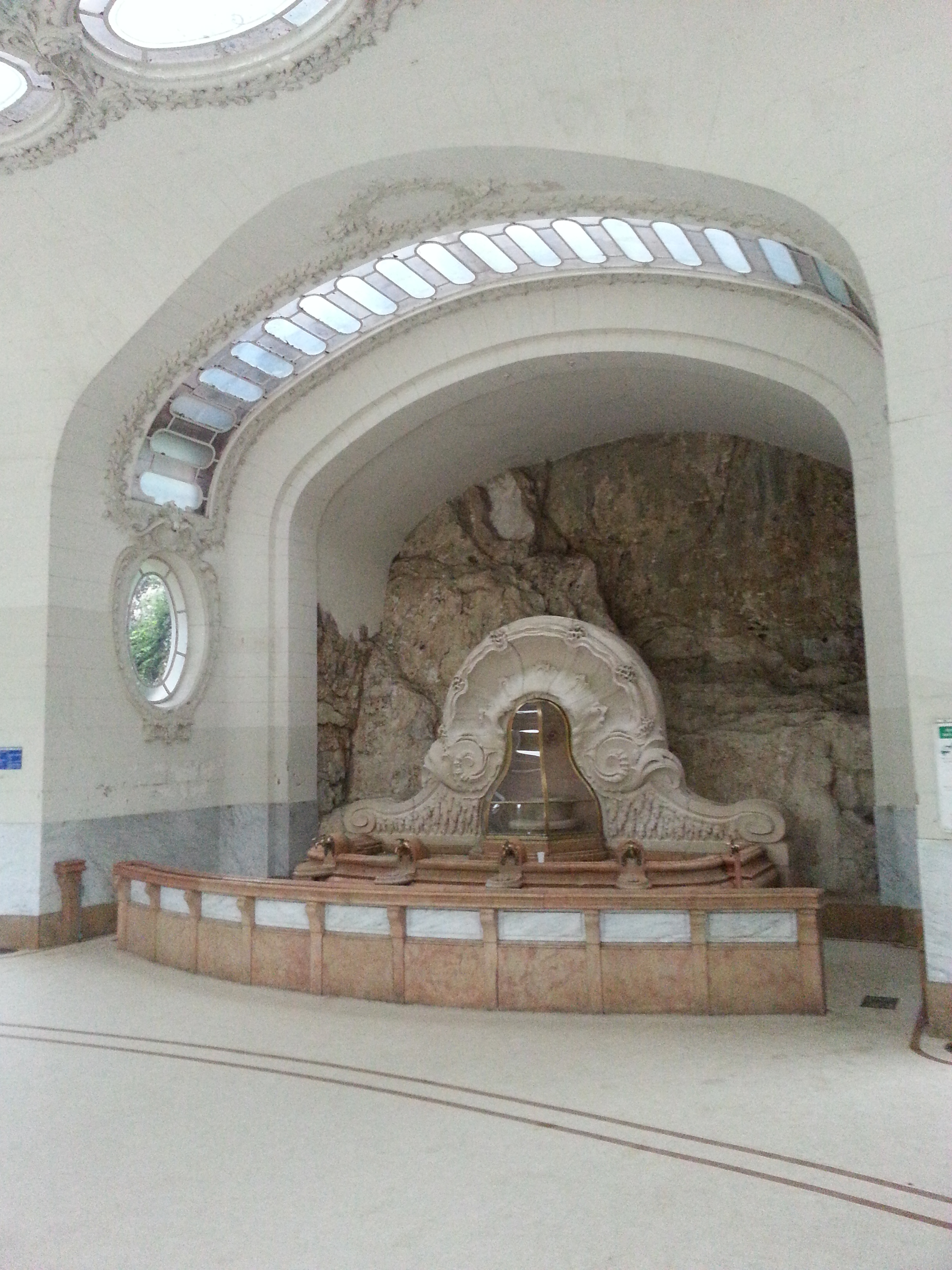
La source